# バブルシンフォニー
『バブルシンフォニー』（Bubble Symphony）はタイトーから1994年にリリースされたアーケードゲーム。欧州版のタイトルは『BUBBLE BOBBLE II』、ジャンルは固定画面のサイドビューアクションゲームである。

## ストーリー
バビィ、ボビィ、クルン、コロンのよにんはきょうもはまちはずれのとしょかんにいきます。
ほかにあそぶところはたくさんあるのに、なぜかよにんのあしはしぜんととしょかんにむいてしまうのです。
よにんはとしょかんのほんだなのなかにみたことのないえほんをみつけました。
ひょうしはかわでできていてぶあついのに、てにとるとふしぎとかるいのです。
「こんなえほんここにあったかなあ？」
よにんはふしぎにおもいながらそのえほんをひらきました。
ぴかっ
ものすごいひかりがよにんをつつみました。「わああああ」よにんはおもわずめをとじてしまいました。
おそるおそるめをあけてみるとそこにはみたこともないようなふしぎなせかいがひろがっていました。
そしてもっとふしぎなことに、よにんのすがたはおかしなかいじゅうにかわっていました。
そのときです！とつぜんそらにくろいくもがたちこめそのなかからひときわおおきなかげがあらわれました！
まおう、どらんくです！
ながいあいだあのえほんのなかでふくしゅうのときをまっていたのです！
「このせかいにおまえたちをえいえんにとじこめてやる！」
はたしてよにんはまおうどらんくをたおし、もとのせかいへもどることができるのでしょうか？
※PCCB-00172　SCITRON　BUBBLE SYMPHONY　サウンドトラックライナーノートより抜粋

## ゲームのルール
8方向レバー、2ボタン（泡吐き、ジャンプ）で操作。ゲーム開始時にバブルン、ボブルン、クルルン、コロロンの4人から性能が異なるキャラクターを1人選択する（後述）。2人同時プレイ可能。
固定画面内に配置された床を移動し、配置された敵をプレイヤーの吐く泡で包み体当たりで全て倒すとラウンドクリア。泡に包む以外にも様々な攻撃アイテムが存在する。床は、下から上にジャンプで抜けることができるがその逆はできない。今作では、泡吐きボタンを一定時間押しっぱなしにすることによりキャラクター毎に異なる溜め攻撃が搭載され、さらに前作には無かったレバーの上下入力による落下速度の制御もある程度可能になっている。
プレイヤーは、敵キャラクターおよび敵の出す攻撃に接触するとミスで残り人数が1つ減りプレイヤーの残数が無くなるとゲームオーバー。前作では2人同時プレイ時に片方が健在時のみ途中参加的にコンティニューできたが、今作ではコンティニュー機能が標準装備されている。
各ワールドの最後にはボスが登場して、そのボスを倒せばワールドクリアとなる。ボスとの対決ラウンドでは、固有の攻撃ドラッグが出現してそれを取得することにより初めてダメージを与えられる攻撃を放つことができる。ボス撃破後は、画面上に扉が2つ出るので次のワールドに進む扉を選択する。
ボスを全て倒しても、ワールド1〜5のボス面を除く道中に存在する同色の音符パネルを3つ集め、各色に対応したビッグキーを4つ集めなければラストワールドへの扉が開かず、ワールド5のボスを倒した際にビッグキーが4つ揃っていない場合はそこでゲームオーバーとなる。救済措置としてワールド5では、不足しているキーに対応した色のパネルが出現する。
アーケードおよびPS2版では、キーが4つ揃って扉が開いても、一定時間内に扉に入らないと強制ゲームオーバーとなる。サターン版のみ時間経過で強制ゲームオーバーにならない。
ラストワールドのボスである「はいぱーどらんく」を倒すとエンディングとなる。全56ラウンド＋α。シークレットルームに入ると面数表示が1進むため、全てのシークレットルームを経由してクリアすると最終的にラウンド表記は62と表示される。
ボーナススコアのシステムも増えている。連鎖割りの最大獲得スコアは、前作が64,000点だったのに対し、今作では10匹連鎖割りの256,000点である。連鎖割り時のスコアを2倍にするアイテムが存在するので、512,000点を狙えるラウンドもある。
オールクリアボーナスは、はいぱーどらんくを倒した際に集計される。残り人数×10万点（ストック0でも生存分が加算）とALLクリアボーナスの2つである。ALLクリアボーナスは、ノーマルモード200万点、スーパーモード400万点。人間に戻れなかった場合は100万点減算され各100万、300万点となる。

## コマンド
アーケード版、移植版共にタイトル画面でクレジットを入れる前にコマンドを入力することで様々な効果が得られる。コマンド内の「S」は、サターン版がCボタン、アーケードおよびタイトーメモリーズ版は1Pスタートボタン。
スーパーモード
タイトル画面で上・S・右・J・B・左・S・下と入力すると、入力成功した瞬間にタイトル画面の舞台、幕の色が変わる。スーパーモードはゲーム開始時に選択可能で、表面ではワールドテーマに沿った敵種類の配置だが裏面はそれに沿わず全て変更されている。こちらも56ラウンド＋αがある。このモードをクリアすると表面とは違うエンディングを見ることができる。
人間モード
タイトル画面で左・下・上・J・右・S・B・右と入力すると、ゲームスタート時に人間の姿からスタート。通常は、特定面でハリーアップになると通風孔から出現する「R」「O」「D」のバブルを揃えることにより人間に戻る。
パワーアップ
タイトル画面で下・B・J・S・左・右・左・Sと入力すると、ゲーム開始からゲームオーバーになるまで、くつ、バブル連射、バブル速度UPの3つのパワーアップ状態が永続する。
オリジナルゲーム
タイトル画面でJ・B・J・B・J・B・左・Sと入力すると、特定面で出現するシークレットルームへ入るための「扉」が無条件で出現。なお、通常ではゲーム中に一度でもミスをすると出なくなる。今作では、シークレットルーム内に存在するビッグパワーアイテム（キャンディ、くつ）の効果は永続せずミスすると効果が消える。
バブルボブルアレンジ
タイトル画面でS・J・B・左・右・J・S・右か、左・J・左・S・左・B・左・Sか、B・J・B・J・B・J・右・Sと入力すると、背景が『バブルボブル』と同様の黒色になり、音楽も『バブルボブル』のアレンジになる。これらは初代『バブルボブル』のスーパーモード、パワーアップ、オリジナルゲームの各コマンドである。一度入力するとデモを数回ループさせないと元に戻らない。

## キャラクター
物語は前作『バブルボブル』の数十年後にあたる続編という設定。ゲーム開始時に能力の異なった主人公を4人の中から選択が可能。それぞれ、足の速さ、泡の飛距離、泡の飛ぶ速さ、泡の連射力といったパラメーターが決められている。2人での協力プレイも可能だが、味方からの攻撃に当たり判定がある。
バブルン（バビー）
前作に登場するバビーの孫。緑色の泡吐きドラゴン。溜め攻撃は前方に3連射。移動速度、泡吐き速度、泡吐き射程のどれも平均的な能力を持つ。
ボブルン（ボビー）
前作に登場するボビーの孫。バブルンの弟、青色の泡吐きドラゴン。溜め攻撃は向いている方向の斜め上、前方、斜め下の3方向同時発射。バブルンと比べ泡の飛ぶ速度は同じだが、移動速度が速く泡の射程が短い。
クルルン（クルン）
本作での初登場キャラクター、黄色の泡吐きドラゴン。溜め攻撃は正面、下、後方同時発射。バブルンと比べ移動速度は同じだが、泡の射程が長く泡の飛ぶ速度が遅い。
コロロン（コロン）
本作での初登場キャラクター、ピンク色の泡吐きドラゴン。溜め攻撃は正面、上、後方同時発射。バブルンと比べ泡の射程は同じだが、泡の飛ぶ速度が速く移動が遅い。
なお、サターン版バブルシンフォニーのマニュアルはクルルンとコロロンの溜め攻撃が逆に記載されている誤記がある。

## ワールド紹介
本作に登場するワールドの中には、タイトーの過去作品をモチーフとしたものもいくつか存在する。本作には全19種類のワールドが用意されている。ワールドクリア時の分岐により、同名ワールドでもラウンドの内容および、ボスへの攻撃方法が異なる。ボス名の後の括弧内は出現する攻撃アイテム。バブルで直接ダメージを与えることはできず、各ドラッグ取得後に攻撃バブルを吐き、割ってボスに当てることでダメージが入る。
ワールドA 「エントランス」
ラウンド1クリア後に扉が3つ出るが、行き着くボスは全て「すーぱーどらんく」（ドラッグオブサンダー）。
ワールドB、F 「奇々怪界」
同社のアクションゲーム『奇々怪界』をモチーフにしたステージ。ボスは「魔奴化（まぬけ）」（B：ドラッグオブレインボー　F:ドラッグオブサンダー）。
ワールドC、G 「ラディッシュランド」
同社のアクションゲーム『プリルラ』をモチーフにしたステージ。ボスは「ジャックおこるそん」（C:ドラッグオブサイクロン）。
ワールドD 「テレビマシン」
テレビ工場のステージ。ボスは「メカインベーダー」。
ワールドE 「SUN "A" ZONE」
同社のシューティングゲーム『ダライアスII』をモチーフにしたステージ。ボスは「YAMATO」（ドラッグオブサンダー）。
ワールドH 「コンピューターランド」
コンピューターに作られたステージ。ボスは「メカバブルン」。
ワールドI 「セントラルパーク」
噴水のある公園が背景のステージ。ボスは「メカインベーダー」（ドラッグオブサイクロン）。
ワールドJ 「ピラミッドランド」
ピラミッドをモチーフにしたステージ。背景に「はいぱーどらんく」の石像がある。ボスは「メカバブルン」（ドラッグオブレインボー）。
ワールドK 「スカイパレス」
空とお城が背景のステージ。ボスは「すーぱーまいた」。
ワールドL 「ウォーターフォール」
流水のステージ。ボスは「すーぱーもんすた」。
ワールドM 「トレジャーデザート」
砂漠の背景となり、お宝発掘現場風のステージ。ボスは「すーぱーまいた」。
ワールドN 「ジャパネスク」
昔の日本風景をテーマにしたステージ。ボスは「すーぱーもんすた」（ドラッグオブウォーター）。
ワールドO 「フォレストランド」
森が背景のステージ。ボスは「すーぱーまいた」（ドラッグオブファイヤー）。
ワールドP 「ラストワールド」
最終エリア。ラウンドの最後に最終ボスの前座として、操り糸に吊るされた「すーぱーどらんく」が登場。これを倒すと最終ボスである「はいぱーどらんく」が登場する（通常：ドラッグオブメロディ、隠し扉内のアイテム取得：ドラッグオブスーパーサンダー。通常のサンダーはボスに当てると消えるが、隠し扉内のドラッグオブサンダーはボスも貫通するので便宜上スーパーサンダーと呼称）。

## 敵キャラクター
本作の敵キャラにて解説する。敵は54体登場する。
ぜんちゃん
ぜんまいがついたキャラクター。攻撃は体当たりだけ。
もんすた
『ちゃっくんぽっぷ』に登場した卵から生まれるキャラクター。攻撃は体当たりだけ。
ぷるぷる
左右どちらかに動く。攻撃は体当たりだけ。
ばねぼう
飛び跳ねるキャラクター。攻撃は体当たりだけ。
まいた
『ちゃっくんぽっぷ』に登場した出口を塞ぐキャラクター。攻撃は体当たりの他に岩を投げてくる。
ひでごんす
攻撃は体当たりの他に強力な火を吐く。
どらんく
甘いジュースが大好きなキャラクター。攻撃は体当たりの他にウィスキーのビンを投げてくる。
いんべーだー
左右に動く『スペースインベーダー』のキャラクター。攻撃は体当たりの他にビームを撃つ。
すかるもんすた
一定時間立つと登場する永久パターン防止キャラクター。
らすかる
シークレットルームで一定時間登場する永久パターン防止キャラクター。
ふるーぷ
フラフープを持っている敵。攻撃は体当たりの他に高速体当たり。
ゆきぼんぼ
ゆきだるまの形にした敵。攻撃は体当たりの他に大きい雪だまを投げてくる。
どらぼ
浮かんでいるドラゴンの敵だが、攻撃は体当たりの他に火を吐く。
みゃーた
猫形なキャラクター。攻撃は体当たりだけ。
ちゅーちゅマン

マジシャン
魔法のキャラクター。攻撃は体当たりだけ。
あんころりん
あんこうの敵にした敵。攻撃は体当たりの他に電気線を放つ。
どらんこ
どらんくの2番目の敵。体当たりの他に火の属性がついたウィスキーのビンを投げてくる。
こむそ

キャッチ丸
忍者。攻撃は体当たりの他に手裏剣を投げる。
マミー
ミイラ。攻撃は体当たりだけ。
ぷかぷか
『奇々怪界』に登場した敵。
あめ玉
キャンディーの敵。体当たりの他に爆弾を吐いてくる。
アッパー
プリルラの敵。攻撃は体当たりだけ。
ばけちょうちん
『奇々怪界』に登場した敵。
電球くん
電球なキャラクター。攻撃は体当たりの他に電気を出す。
キラヒジア
『ダライアスII』に登場したボス。攻撃は体当たりの他にミサイルを撃つ。
はっとんとん
ハットを装備した敵。攻撃は体当たりの他にハットを投げてくる。
ちたま
顔だけ移動することもできるキャラクター。
へいたくん
兵士な敵。攻撃は体当たりだけ。
かぶき
あっぱれな敵。攻撃は体当たりの他に扇子を投げてくる。
ストロングシェル
『ダライアス』に登場したボス。攻撃は体当たりだけ。
かさべー
『奇々怪界』に登場した敵。
こんちゃん
ヒトデの姿をした敵キャラクター。
ミミック
お宝がなんと敵。攻撃は体当たりだけ。
ナイトロン
甲冑のかっこを付けたキャラクター。攻撃は体当たりだけ。
にょろりん
UFOに乗っているにょろにょろなキャラクター。
王子さま

ロケッテル
ロケットを発射するキャラクター。攻撃は体当たりだけ。
ゆうぼう
UFOの敵。攻撃は体当たりの他にビームを撃つ。
うにぼう
刺の生える敵だが、攻撃は体当たりだけ。
ワルリン
悪いやつらの怪獣。攻撃は電気を吐く。
ラッパッパ
ラッパを装備している敵。攻撃は体当たりの他にラッパを吹く。
ロボL

ロボJ

うにころん
ユニコーン。攻撃は体当たりだけ。
さーべろりん
うさぎのもんすたにして敵。攻撃は体当たりだけ。
かぶちゃん
鎧の頭を装備したぜんちゃん。攻撃は体当たりの他に鎧を投げる。
ボルトマン

45度移動するキャラクター。攻撃は体当たりの他に岩を吐く。
きりかぶくん

じじぽっぽ

ノーノ
かたつむりのキャラクター。攻撃は体当たりだけ。
YZK TAKAMI
『ダライアス』に登場する永久パターン防止キャラクター。今作での攻撃は体当たりだけ。

## ゲストキャラクター
ゲストキャラクターは出現させた面をクリアするか、プレイヤー残数が0の時にミスをするといなくなる。ゲストキャラクターは無敵なので、上手く動かせればラウンドクリアが非常に楽になる。一部のゲストキャラクターの攻撃がプレイヤーに当たると、サンダーバブルが当たった時同様しびれてしまう。なお、シルバーホークは1P側が呼ぶと赤（プロコ機）、2P側が呼ぶと青（ティアット機）となる。
ちゃっくん（ちゃっくんぽっぷ）
黄色のマップを取ることで出現する。原作同様左右に赤い爆弾を転がし、爆風で敵を倒す。
トレミー（フェアリーランドストーリー）
紫のマップを取ると出現する。原作同様に左右移動、ジャンプと射程の短いウェーブが撃て、ウェーブを当てると敵がケーキに変化する。取得すると得点となり、時間経過でケーキは敵に戻らず消える。
ボブ（ドンドコドン）
青いマップを取ると出現する。原作同様に左右移動、ジャンプとその場で振り下ろすハンマーで攻撃。
ヒポポ（ミズバク大冒険）
緑のマップを取ると出現する。原作同様に左右移動、ジャンプと水玉を投げる。水玉はウォーターバブルと攻撃方法が同じだが時間経過で割れる。
ティキ（ニュージーランドストーリー）
赤いマップを取ると出現する。
小夜ちゃん（奇々怪界）
ワールド「奇々怪界」のシークレットルーム内にあるBIGお払い棒を取り、その後に出る攻撃アイテムのお払い棒を取ると出現する。
ペピル（ゆうゆのクイズでGO!GO!）

Mr.MIKATA（プリルラ）
ワールド「ラディッシュランド」のシークレットルーム内にあるBIG杖を取り、その後に出る攻撃アイテムの杖を取ると出現する。
ビーム砲（スペースインベーダー）
白いマップを取ると出現する。攻撃は原作同様画面内に1発の単発垂直ショット。左右にしか動けず壁は越えられないため、面によっては全く役に立たないことがある。
シルバーホーク（ダライアスシリーズ）
ワールド「SUN "A" ZONE 」のシークレットルーム内にあるBIG赤紋章を取り、その後に出る攻撃アイテムの赤紋章を取ると出現する。飛行しているので壁の移動制限もなく8方向に動ける。泡ボタンでショット、ジャンプボタンでボムが撃てる。

## 名前登録について
同じ文字を8文字入れると、以下のタイトーの歴代のゲーム名の一部に変わる。以下の64種類がある。
AIRINFER, AQUAJACK, ARKANOID, BENBEROB, BUBBLEBO, CADASH, CAMELTRY, CHACKNPO, CHAMPION, CHASE HQ, CRIMECIT, DARIUS, DINOREX, DONDOKOD, ELEVATOR, EXTERMIN, EXZESUS, FAIRYLAN, FINALBRO, FLIPPUL, FRONTLIN, GALACTIC, GRIDSEEK, GUNBUSTE, GUNFRONT, GYRODYNE, HALLEYSC, INVADERS, KAIZERKN, KIKIKAIK, LIGHTBRI, MASTEROF, MEGABLAS, METALBLA, MIDNIGHT, MIZUBAKU, MS ISSAC, NIGHTSTR, NINJAWAR, OP WOLF, OUTERZON, POWERWHE, PULIRULA, PUZZNIC, QIX, RAIMAIS, RAINBOWI, RASTANSA, RIDINGFI, RUNARK, SCI, SCRAMBLE, SPACEGUN, SYVERION, TIMEGAL, THENEWZE, THUNDERF, TOPLANDI, TOPRANKI, UNDERFIR, VIOLENCE, VOLFIED, WARRIORB, WYVERNFO
8文字以上のタイトルは、EXTERMIN=『エクスターミネーション』、METALBLA=『メタルブラック』などのように最初の8文字である。FINALBROは『ファイナルブロウ』であり、本来「BLO」の表記が「BRO」になっている。SYVERIONは『サイバリオン』で本来は「SYVALION」。
左記の特定の名前を登録すると、右記の名前に変更される。
SEX	: H !, KKK or ________(Space 8 letters): ???, FUCK : XXXX, HARUMI K : MAIL, MELTYCAT : BIN, SUPER : SJBLRJSR, POWERUP : LJLSLBLS, ORIGINAL : BJBJBJRS, BUNNY : LUCKY, GIRL : LOVELY

## 移植作品
セガサターン版
1997年11月27日発売。移植度はほぼ完璧。ただし、クレジットがスタート時に99ありクレジット数の変更ができないので、シングルプレイでも常時右下に2PSTARTの表示が出続ける。
ゲーム開始前の「げーむすたーと おぷしょん」の画面で"左右左右ABCB"と入力してからオプション画面に入ると、画面最下段に"つぎのぺーじ"の項目が出る。追加されたページは"ひみつのおぷしょん"と銘打たれ、ここでは通常選択できない項目を変えられるようになる。以下は項目の説明。
すーぱーせれくと
ONにするとコマンド入力なしでゲーム開始時にノーマルゲーム、スーパーゲームの選択ができるようになる。
くにのきりかえ
"にほん"　通常の日本国内仕様。ゲーム中の表記は平仮名。
"あめりか"　米国仕様、起動時に米国仕様特有の表示画面(Winners Don't Use Drags)が追加。タイトルは"BUBBLE SYMPHONY"のままだがタイトル下のカタカナ表記が消える。
"そのた"　米国以外の海外出荷仕様。"そのた"選択時のみタイトルが"BUBBLE BOBBLE II"となる。
こうかおんてすと
ゲーム中の効果音を聴くことができる。
こうかおんれべる
効果音の音量調整。
えふぇくとたいぷ

PlayStation 2版
2007年3月29日発売の『タイトーメモリーズII 下巻』に収録。オプション設定時にはゲームの難易度の項目が無いが、プレイヤーの残数変更、ボタンの割り当て変更などは可能。
イーグレットツー ミニ版
2022年3月2日発売の「イーグレットツー ミニ」本体に収録。
スマートフォンアプリ版
2022年11月28日に AppStoreおよびGoogle Playにて配信。
韓国のゲーム会社 MOBIRIXが配信。インストールは無料（アプリ内購入あり）。
アプリ配信ページでは、国際名は「Bubble Bobble 2 classic」だが、日本名は「バブルシンフォニー クラシック」となっている。

## 時系列上の続編
タイトー公式が運営するYouTubeの「バブルンちゃんねる」による作品間の時系列の解説によると、本作で登場した孫世代のバブルン、ボブルン、クルルン、コロロンの4名はその後、『パズルボブル』シリーズの1作である『LINE パズルボブル』（2013年）・『パズルボブル ジャーニー』（2017年）にて再び泡はきドラゴンの姿にされて元の姿に戻るための旅を続け、その後もその姿のまま『パズルボブル3D バケーション・オデッセイ』（2021年）、『パズルボブル エブリバブル!』（2023年）へとストーリーが続いているとされている。